# Calodexia caudata
Calodexia caudata är en tvåvingeart som beskrevs av Charles Howard Curran 1934. Calodexia caudata ingår i släktet Calodexia och familjen parasitflugor.
Artens utbredningsområde är Panama. Inga underarter finns listade.